# Codeine
Codeine foi uma banda de indie rock estadunidense formada em 1989 na cidade de Nova Iorque com base em Chicago. Eles lançaram dois álbuns completos - Frigid Stars LP (1990) e The White Birch (1994). A banda se separou em 1994, logo após o lançamento de The White Birch, mas se reuniu para mais alguns shows em 2012.
Devido ao estilo musical lento e deprimente da banda, eles são creditados como pioneiros do que é conhecido como "slowcore" ou "sadcore".

## Discografia
- Frigid Stars LP (1990)
- The White Birch (1994)